# Associazione Calcio Messina 1930-1931
Questa pagina raccoglie i dati riguardanti l'Associazione Calcio Messina nelle competizioni ufficiali della stagione 1930-1931.

## Rosa
| N. |                   | Ruolo | Calciatore           |
| -- | ----------------- | ----- | -------------------- |
|    | Italia (bandiera) | D     | Mario Bruni          |
|    | Italia (bandiera) | A     | Emilio Carrara       |
|    | Italia (bandiera) | A     | Luigi Cevenini (III) |
|    | Italia (bandiera) | D     | Vinicio Colombo      |
|    | Italia (bandiera) | A     | Giovanni Corallo     |
|    | Italia (bandiera) | C     | Massimo Farina       |
|    | Italia (bandiera) | A     | Renato Ferretti      |
|    | Italia (bandiera) | C     | Salvatore Fidomanzo  |
|    | Italia (bandiera) | D     | Vivaldo Fornaciari   |
|    | Italia (bandiera) | C     | Giuseppe Ghisalberti |

| N. |                   | Ruolo | Calciatore            |
| -- | ----------------- | ----- | --------------------- |
|    | Italia (bandiera) | C     | Francesco Grassi      |
|    | Italia (bandiera) | D     | Pasquale Latella      |
|    | Italia (bandiera) | A     | Lo Schiavo            |
|    | Italia (bandiera) | P     | Clemente Morando      |
|    | Italia (bandiera) | D     | Felice Palumbo        |
|    | Italia (bandiera) | A     | Quinto Peroso         |
|    | Italia (bandiera) | C     | Angelo Pocobelli (II) |
|    | Italia (bandiera) | A     | Ugo Poli              |
|    | Italia (bandiera) | A     | Romolo Re             |
|    | Italia (bandiera) | A     | Carlo Soliano         |